# 斯坦迪什 (加利福尼亞州)
斯坦迪什（英語：Standish）是位於美國加利福尼亞州拉森縣的一個非建制地區。該地的面積和人口皆未知。

## 地理
斯坦迪什的座標為40°21′55″N 120°25′20″W / 40.36528°N 120.42222°W，而該地的平均海拔高度為1234米（即4049英尺）。